# The Garrick Gaieties of 1930
The Garrick Gaieties of 1930 è una rivista musicale prodotta per il Guild Theatre con musiche di Marc Blitzstein, Vernon Duke, Harold Goldman, Ned Lehac, Everett Miller, Peter Nolan, Willard Robison, Charles M. Schwab, Kay Swift, Richard Myers e Harold Goodman; testi di Allen Boretz, Ira Gershwin, E.Y. Harburg, Paul James, Ronald Jeans, Johnny Mercer, Henry Myers, Edward Eliscu, Josiah Titzell, Thomas McKnight, Newman Levy; e libretto di Carroll Carroll, Leopoldine Damrosch, Gretchen Damrosch Finletter, Landon Herrick, Sterling Holloway, Benjamin M. Kaye, Newman Levy, Sally Humason e Louis M. Simon. 

## Numeri musicali
per la rivista furono appositamente scritte le seguenti canzoni
- Ankle Up to the Altar
- You Lost Your Opportunity
- Do Tell
- Lazy Levee Loungers
- Out of Breath (and Scared to Death of You)
- I Am Only Human After All
- Just a Sister
- I'm Grover
- Johnny Wanamaker
- Triple Sec
- Beauty
- Love Is Like That
- Four Infant Prodigies
- Put It Away Till Spring
- Got It Again
- Scheherezade
- Shavian Shivers
- When the Sun Meets the Moon in Finale-Land